# Julia A. B. Hegewald
Julia Anna Barbara Hegewald (* 1971 in Aachen) ist eine deutsche Kunsthistorikerin.

## Leben
Sie erwarb 1994 den BA in Kunst & Archäologie und Nepali an der SOAS University of London, 1998 den MA an der Universität Oxford, 1998 den PhD in Geschichte der indischen Architektur an der SOAS University of London und 2008 die Habilitation an der Universität Aachen. Seit 2010 ist sie Professorin für orientalische Kunstgeschichte in Bonn.
Ihre Forschungsinteressen sind Kunst und Architektur in Südasien und im Himalaya, Wasserarchitektur in Südasien, Jaina Kunst und Tempelarchitektur, Jaina-Kultur in Karnataka, Theorie der Wiederverwendung und Stadtplanung.

## Schriften (Auswahl)
- Water Architecture in South Asia. A Study of Types Developments and Meanings. Leiden 2002, ISBN 90-04-12352-0.
- Jaina Temple Architecture in India: The Development of a Distinct Language in Space and Ritual. Berlin 2009, ISBN 978-3-940939-09-8.
- als Herausgeberin: The Jaina Heritage. Distinction, Decline and Resilience. New Delhi 2011, ISBN 978-81-87374-67-1.
- als Herausgeberin mit Subrata K. Mitra: Re-use. The Art and Politics of Integration and Anxiety. New Delhi 2012, ISBN 978-81-321-0655-5.